# Nyingma
La escuela Nyingma (literalmente "Ancianos") es la más antigua de las cuatro escuelas principales del budismo tibetano. También suele denominarse Ngangyur ("orden de las antiguas traducciones"). La escuela Nyingma se basa en los primeros linajes y traducciones de las escrituras budistas del sánscrito al tibetano en el siglo VIII, durante el reinado de Trisong Detsen (r. 710-755).
Las historias tradicionales nyingma consideran que sus enseñanzas se remontan al primer Buda Samantabhadra (Güntu Sangpo) y a mahasiddhas indios como Garab Dorjé, Śrī Siṃha y Jñānasūtra. Las fuentes tradicionales sitúan el origen de la orden nyingma en el Tíbet en figuras asociadas a la introducción inicial del budismo en el siglo VIII, como Padmasambhava, Yeshe Tsogyal, Vimalamitra, Vairotsana, Buddhaguhya y Shantaraksita. También se considera que la tradición Nyingma se fundó en Samyé, el primer monasterio del Tíbet. Las enseñanzas nyingma también son conocidas por haberse transmitido a través de redes de practicantes laicos o ngagpas (sct. mantrī).
Aunque la escuela Nyingma contiene la mayoría de los elementos principales del budismo tibetano, al igual que las demás escuelas tibetanas, también tiene algunas características y enseñanzas únicas. Las enseñanzas nyingma incluyen una clasificación distintiva de los vehículos budistas hacia la liberación, llamados los nueve vehículos. Este esquema sitúa las enseñanzas nyingma de la "Gran Perfección" (Dzogchen) como la más elevada de todas las enseñanzas budistas. Por ello, los Nyingmas consideran que las enseñanzas Dzogchen son el camino más directo, profundo y sutil hacia la Budeidad. Se considera que las principales fuentes del Dzogchen (como los Diecisiete tantras) comunican un camino que va más allá de los métodos del Tantra del Yoga Supremo (que se consideran supremos en otras escuelas del budismo tibetano). El yogui erudito nyingma más influyente de la Gran Perfección es Longchenpa (1308-1364), y sus voluminosas obras marcan un punto de inflexión en la sistematización escolástica y el refinamiento del sistema dzogchen nyingma.
La escuela Nyingma también tiene una importante tradición de descubrir y revelar "textos tesoro ocultos" llamados Termas, que permite a los descubridores del tesoro o tertön revelar nuevas escrituras oportunas. Muchos linajes Nyingma se basan en termas particulares. Por ejemplo, el Monasterio Mindroling se centra en las revelaciones de Nyangrel Nyima Özer, mientras que Dorjé Drak se basa en los Tesoros del Norte de Rigdzin Gödem.

## Historia

### Historia temprana
La introducción del budismo en el Tíbet se asocia al rey Trisong Detsen, que invitó a Padmasambhava y al abad de Nalanda Śāntarakṣita al Tíbet en el siglo VIII. Trisong Detsen también ordenó la traducción de textos budistas al tibetano. Las traducciones de este periodo constituyeron la base de la gran transmisión escritural que se conocen como las "antiguas traducciones". También se cree que Padmasambhava y Śāntarakṣita fundaron Samye, el primer monasterio budista del Tíbet.

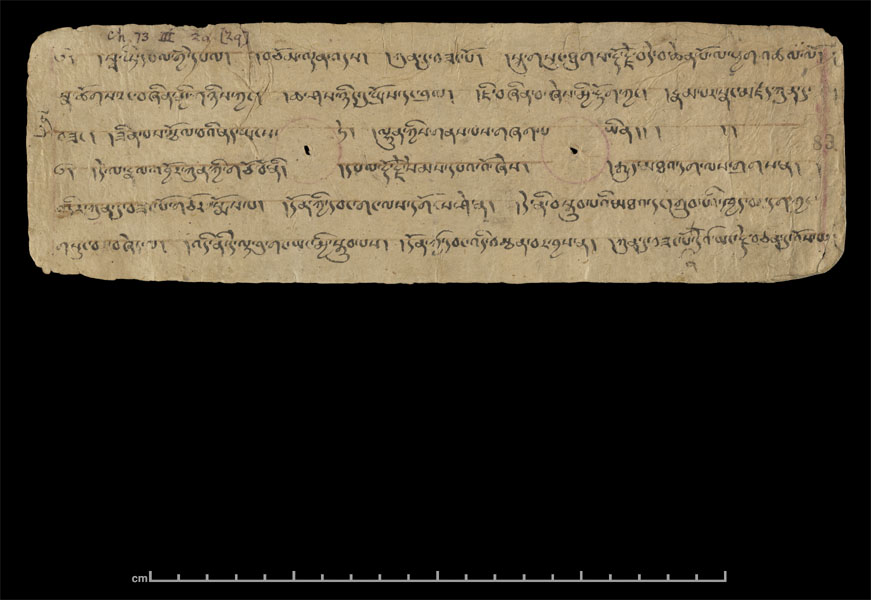
Parte del texto Dzogchen El cuco del conocimiento, de Dunhuang.

Desde el siglo VIII hasta el XI, esta tradición (que posteriormente se identificó como "Nyingma") fue la única forma de budismo en el Tíbet. Con el reinado del rey Langdarma (836-842), sobrevino una época de inestabilidad política que se prolongó durante los siguientes 300 años, en los que se produjo el declive de las instituciones budistas.
El periodo de los siglos IX y X también fue testigo de la creciente popularidad de una nueva clase de textos de Dzogchen que más tarde se clasificarían como la "serie de la mente" (Semde). Algunos de estos textos se presentan como traducciones de obras indias, aunque, según David Germano, la mayoría son composiciones tibetanas originales. Estos textos promueven la visión de que la verdadera naturaleza de la mente es vacía y luminosa y parecen rechazar las formas tradicionales de práctica.

### La era del renacimiento tibetano
A partir del siglo XI, se intentó reintroducir el budismo Vajrayana en el Tíbet. Esto supuso nuevos esfuerzos de traducción que llevaron a la fundación de nuevas escuelas Vajrayana que se conocen colectivamente como escuelas Sarma ("Nueva traducción") porque rechazan las antiguas traducciones del canon Nyingma. Fue entonces cuando los nyingmapas empezaron a verse a sí mismos como un grupo distinto y el término "nyingma" (antiguos) pasó a utilizarse para referirse a los que seguían utilizando las "viejas" o "antiguas" traducciones. Los escritores nyingma, como Rongzom (hacia el siglo XI) y Nyangrel, fueron fundamentales para defender los textos antiguos de las críticas de los traductores Sarma y para establecer una base para la mitología y la filosofía de la tradición nyingma.
Rongzom Chokyi Zangpo fue el más influyente de los autores nyingma del siglo XI, escribiendo extensos tratados y comentarios exotéricos y esotéricos. Rongzom defendía la opinión de que las enseñanzas sutra, como madhyamaka, eran en última instancia inferiores a las de los Tantras budistas y el Dzogchen. Rongzom también escribió un comentario sobre el tantra Guhyagarbha, que es el principal tantra Mahayoga de la tradición Nyingma.

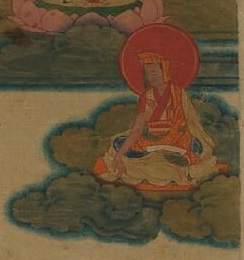
Drapa Ngonshe, un terton del

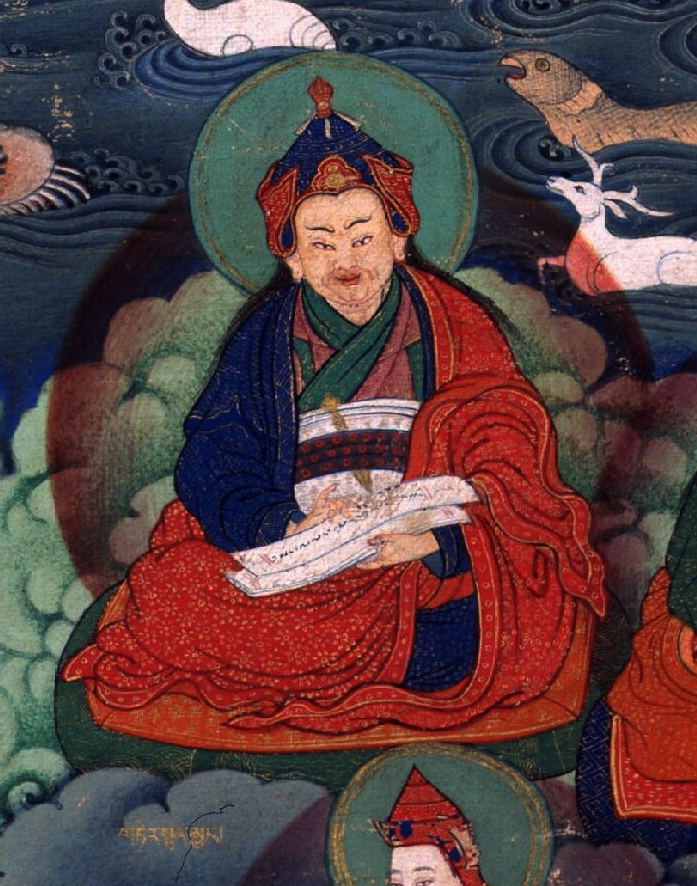
Nyangrel Nyima Ozer, un terton del.

El período de la nueva difusión del budismo que vio el surgimiento de las escuelas Sarma también vio la proliferación de nuevos textos de Dzogchen (c. siglos XI-XIV), con nuevas doctrinas y prácticas meditativas. Estos textos son los de la "clase del espacio" (Longdé) y la "clase de la instrucción" (Menngagde). Particularmente importantes fueron los diecisiete tantras de Dzogchen. Para defender la legitimidad de estos nuevos textos frente a las críticas de las escuelas Sarma, la escuela Nyingma amplió la tradición de los "Terma", de los que se dice que son textos de tesoros revelados por antiguos maestros, generalmente Padmasambhava o Vimalamitra, que habían sido escondidos y luego descubiertos por tertons (reveladores de tesoros).
Los primeros tertones del siglo XI fueron Sangyé Lama y Drapa Ngönshé. Otro terton importante, Nyangrel Nyima Özer (c. 1136-1204), fue el principal promotor del mito de Padmasambhava, según Janet Gyatso. Guru Chöwang (1212-70) también influyó en el desarrollo de los mitos de Padmasambhava. Nyangrel y Chögi Wangchuk (1212-1270) son conocidos como el "sol y la luna" de los tertones, y junto con Rikdsin Gödem (1337-1409), son llamados los "tres grandes tertones".
En este período vemos el establecimiento de tres clases principales de literatura nyingma; los traducidos y transmitidos sin interrupción desde el principio de la difusión budista se llaman "preceptos transmitidos" (bka' ma), los "tesoros" ocultos se llaman gter ma y por último están las obras recopiladas (gsung 'bum) de autores tibetanos individuales.
Longchenpa (1308-1364) es una figura nyingma fundamental del último periodo del renacimiento Tibetano. Se le conoce principalmente por su compilación sistemática de los principales ciclos textuales de Dzogchen en su Nyingthig Yabshi (La esencia interior en cuatro partes). Es responsable de la sistematización escolástica del pensamiento Dzogchen en el contexto de la tradición filosófica tibetana más amplia del Vajrayana, que estaba muy desarrollada en aquella época entre las escuelas Sarma. Sus Siete Tesoros son sus obras originales más importantes. La obra de Longchenpa está considerada como la expresión definitiva del Dzogchen en la escuela Nyingma moderna.

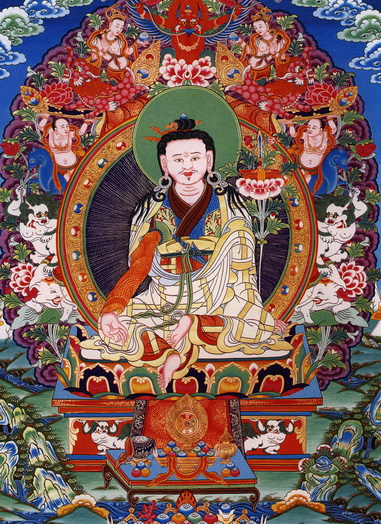
Jigme Lingpa

Los siglos XIV y XV fueron testigos de la obra de muchos otros tertones como Orgyen Lingpa (1323-1360), Pema Lingpa (1346-1405), Sangye Lingpa (1340-1396) y Ratna Lingpa (1403-1479). Otra figura clave fue Karma Lingpa (1326-1386), que escribió una importante obra titulada Dharma profundo de la autoliberación a través de la intención de los pacíficos e iracundos, que incluye los dos textos del bar-do thos-grol, es decir el "Libro tibetano de los muertos".

### Rime y la época moderna
Una figura seminal posterior en el desarrollo de la escuela nyingma moderna fue Jigme Lingpa (1730-1798), el mayor buscador de tesoros del siglo XVIII. El Longchen Nyingthig (La esencia interna de la vasta extensión) de Jigme Lingpa es una sistematización del camino Nyingma que es uno de los ciclos de enseñanzas más utilizados en la actualidad.

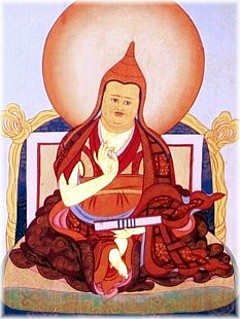
Jamgon Ju Mipham Gyatso.

En 1848, el colegio monástico nyingma de Dzogchen Shri Sengha fue fundado en Kham por un carismático maestro, Zhanphan Thaye (1800-), en asociación con la participación activa de Do Kyentse (rndo mkhyen rtse). Según Georges Dreyfus, la escuela Nyingma había recurrido tradicionalmente "a practicantes tántricos no ordenados para transmitir sus enseñanzas a través de linajes autorizados". La fundación de esta escuela monástica supuso un cambio importante en la tradición Nyingma, y se considera una respuesta al crecimiento de la hegemonía de la escuela Gelug, que se basaba en un sistema bien organizado de escolástica y educación monástica. La erudición de este monasterio se basaba sobre todo en el comentario exegético, lo que contrasta con la educación Gelug, más basada en el debate oral. De este modo, la escuela Nyingma se revitalizó y se presentó como un rival legítimo de la escuela Gelug.
En el siglo XIX también surgió el movimiento no sectario "Rime", dirigido por Jamyang Khyentse Wangpo (1820-1892) y Jamgön Kongtrül (1813-1899), que pretendía recopilar e imprimir las enseñanzas de las escuelas Sakya, Kagyu y Nyingma en respuesta a la influencia hegemónica de la escuela Gelug.
Jamgon Ju Mipham Gyatso ("Mipham el Grande", 1846-1912) nació en el seno de una familia aristocrática en 1846 en Kham, una provincia del Tíbet oriental. Mipham fue alumno de eruditos del Rime como Kongtrül. Mipham compuso obras autorizadas sobre las enseñanzas de los sutra y del Vajrayana, tal y como se entienden en la tradición Nyingma, y escribió extensamente sobre el Dzogchen y el Madhyamaka. Según Karma Phuntsho, la obra de Mipham "revolucionó por completo el escolasticismo de la escuela Nyingma a finales del siglo XIX, elevando su estatus, después de muchos siglos de remanso intelectual comparativo, hasta convertirse en la más dinámica y expansiva de las tradiciones filosóficas de todo el budismo tibetano, con una influencia y un impacto que va mucho más allá de la propia Nyingma". Las obras de Mipham se han convertido en la base de estudio no sólo del linaje Nyingma, sino también del linaje Kagyu. Ocupan un lugar central en todos los monasterios y colegios monásticos Nyingma.
Siguiendo los pasos de Mipham, Khenpo Shenga fue también una figura importante en la revitalización de la educación monástica nyingma al establecer el estudio de la filosofía exotérica en Dzogchen Shri Sengha mediante el uso de textos clásicos indios, entre los que se encuentran las principales obras de Asanga, Nagarjuna y Aryadeva. Khenpo Shenga compuso comentarios sobre estos textos clave y libros de texto escolásticos. Se centró en el estudio de estos textos como una forma de evitar las disputas sectarias apelando al material clásico indio.
El siglo XIX también fue testigo de la producción de nuevos textos Terma, especialmente por parte de Orgyen Chokgyur Lingpa (1829-1870), Péma Ösel Dongak Lingpa (1820-1892) y Dudjom Lingpa (1835-1904). Otra figura importante es Patrul Rinpoché (nacido en 1808), que escribió Las palabras de mi maestro perfecto, un texto clave sobre los preliminares nyingma.

## Enseñanzas

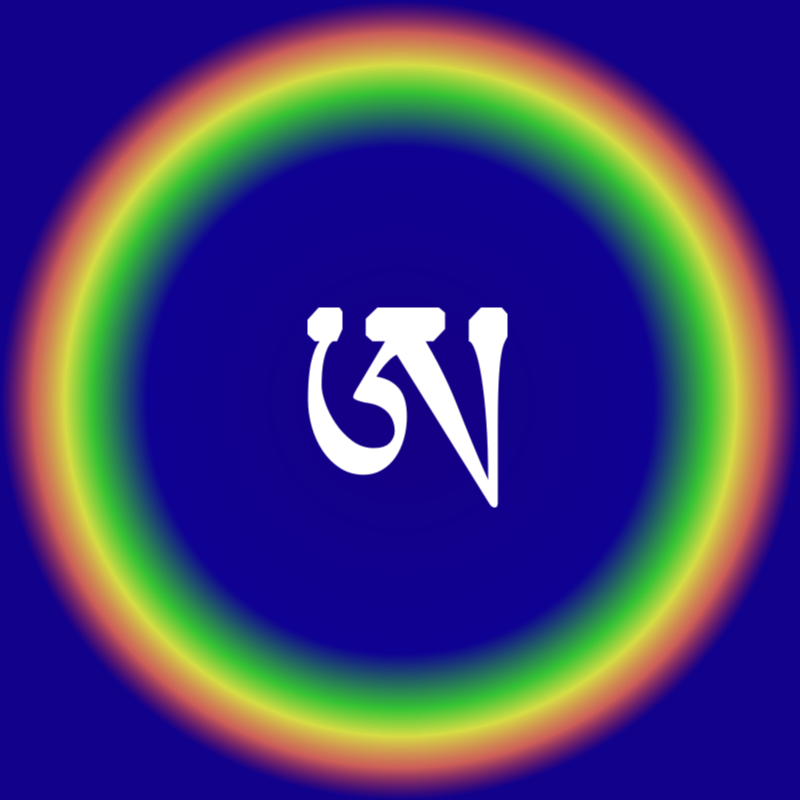
Letra tibetana A en un thigle, simboliza la base primordial de la existencia en Dzogchen

### Dzogchen
La práctica y el punto de vista central y distintivo de los nyingma es el Dzogchen ("Gran Perfección" o "Gran Finalización"). Se considera el camino más elevado, más directo y más sutil hacia la Budeidad. El dzogchen se entiende como la realización última de la naturaleza de la mente (sems nyid), que se conoce como rigpa (conocimiento, gnosis, sánscrito: vidya). El dzogchen busca comprender la naturaleza de la mente sin las prácticas del cuerpo sutil y las visualizaciones de otros métodos tántricos, que se consideran artificiosas y esforzadas. Los tantras de dzogchen afirman que las prácticas de visualización son inferiores al dzogchen, que trabaja directamente con la naturaleza de la mente misma.
Una de las principales prácticas Dzogchen es el trekcho (el corte minucioso), en el que se "atraviesa" la mente cotidiana y sus oscurecimientos para alcanzar la naturaleza misma de la mente, que es pureza esencial (ka dag) y espontaneidad (lundrup), y está asociada con la vacuidad (shunyata). La segunda forma principal de la práctica dzogchen se denomina "aproximación directa" (togal) y consiste en reconocer la presencia espontánea (lundrup) mediante el uso de varias visiones y prácticas como el retiro en la oscuridad y la contemplación del cielo.

### Otras prácticas

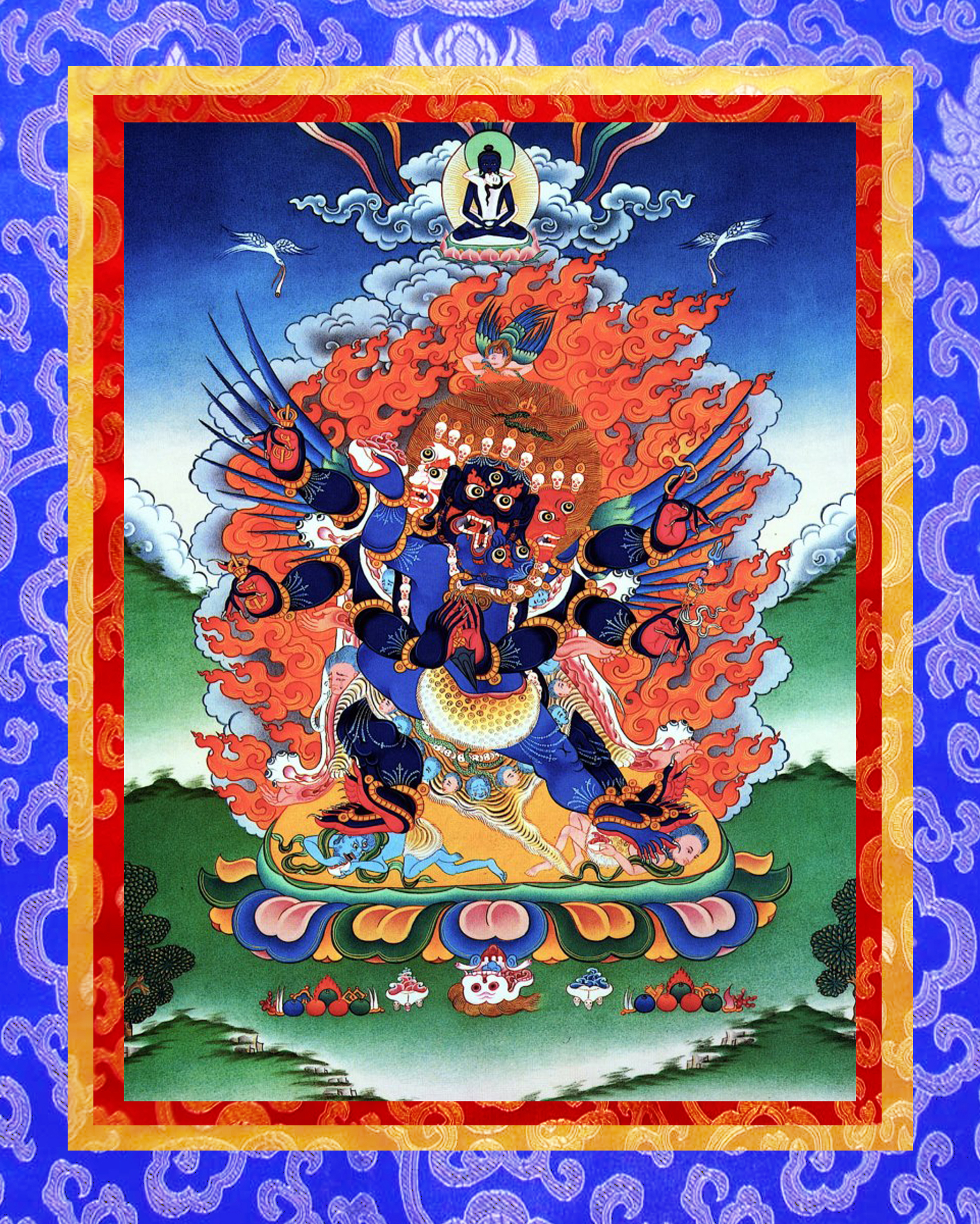
Vajrakilaya

Al igual que en otras escuelas del budismo tibetano, los nyingma enseñan varias formas de ngöndro, o prácticas preliminares que ayudan a preparar la mente para las meditaciones posteriores. Entre ellas se encuentran el cultivo de la bodhichita (la mente del despertar), los "cuatro pensamientos que hacen girar la mente" y la práctica de purificación de Vajrasatva. También se enseñan otras formas de práctica como el Lojong y el Lamrim.
También se practican el yoga de la deidad y las dos etapas del tantra. Las principales deidades (yidam) practicadas por los maestros Nyingma son Vajrakīla (Tib. Dorje Phurba) y Vajra Heruka (también Vishuddha Heruka; Tib. Yangdak Tratung, Wylie: yang dag khrag 'thung), el tercero de los Ocho Herukas. Se dice que los tres principales protectores del linaje Nyingma son Ekajaṭī (Wylie: e ka dza ti), Rāhula (Wylie: gza' ra hu la) y Dorje Legpa (Wylie: rdo rje legs pa, sánscrito: Vajrasādhu).

### Nueve vehículos para la liberación
La doxografía empleada por la tradición nyingma para clasificar el conjunto de la vía budista es única. Los nyingma dividen el camino budista en nueve yanas (vehículos hacia la liberación), como sigue:
Sutra
- Śrāvakayāna, el Vehículo de los Oyentes o discípulos.
- Pratyekabuddhayāna el Vehículo de los Budas Solitarios, la vía de la meditación solitaria.
- Bodhisattvayāna (Mahayana) el Gran Vehículo o Vehículo Causal, el Vehículo de los Seres Iluminados, es el camino de aquellos que buscan o alcanzan la iluminación por el bien o la intención de liberar no sólo a uno mismo, sino a todos los seres sintientes del Saṃsāra.

Tantra exterior
- Kriyā (Wylie: bya ba'i rgyud) Tantra de acción que implica el ritual, la repetición de mantras y la visualización.[31]
- Carya o Ubhaya (Wylie: u pa'i rgyud o spyod pa'i rgyud) Tantra de la Conducta - cantidades iguales de meditación y rituales simbólicos.[31]
- Yogatantra (Wylie: rnal 'byor gyi rgyud) Tantra de la Unión

Tantra interior
- Mahayoga (Wylie: chen po'i rnal 'byor) Gran Yoga, que es la categoría que incluye la práctica de las dos etapas del Tantra del Más Alto Yoga, es decir, la fase de generación y la fase de finalización.
- Anuyoga (Wylie: rjes su rnal 'byor) Yoga posterior - que trabaja con la energía del cuerpo sutil, y es un método centrado estrictamente en la etapa de finalización.[31]
- Atiyoga (Dzogchen) (Wylie: lhag pa'i rnal 'byor o rdzogs chen) Yoga definitivo; La gran perfección.

Según Dudjom Rinpoché, los ocho vehículos inferiores son intelectualmente fabricados y artificiosos en comparación con la Gran Perfección:

Los ocho niveles inferiores han fabricado intelectualmente y han inventado lo que es inmutable únicamente debido a los pensamientos fugaces que nunca experimentan lo que realmente es. Aplican antídotos y rechazan lo que no debe ser rechazado. Califican de defectuoso aquello en lo que no hay nada que purificar, con una mente que desea la purificación. Han creado división con respecto a lo que no se puede obtener por sus esperanzas y temores de que se pueda obtener en otra parte. Y han oscurecido la sabiduría, que está naturalmente presente, por sus esfuerzos con respecto a lo que está libre de esfuerzo y libre de necesitar ser realizado. Por lo tanto, no han tenido la oportunidad de entrar en contacto con la realidad genuina y última tal como es (rnal ma'i de kho na nyid).

## El canon nyingma
Con la llegada de la transmisión de las tradiciones sarma (modernistas, escuelas nuevas) al Tíbet, varios defensores de los nuevos sistemas empezaron a dudar de los orígenes índicos de gran parte del corpus esotérico nyingma. El origen indio era un componente importante de la legitimidad percibida en aquella época. Como resultado, gran parte del corpus esotérico nyingma fue excluido del Tengyur, una compilación de textos de Buton Rinchen Drub que se convirtió en el canon establecido para las tradiciones sarma. Esto significa que, aunque los nyingma aceptan las escrituras del Tengyur, también incluyen escritos que otras escuelas rechazan como no auténticos, aunque se han descubierto originales sánscritos de algunos de ellos en Nepal.
La escuela nyingma organiza su corpus esotérico único en una colección alternativa llamada Nyingma Gyubum (Los Cien Mil Tantras de la Escuela Antigua, Wylie: rnying ma rgyud 'bum). En general, el Gyubum contiene Kama (Wylie: bka' ma) y muy poco terma (Wylie: gter ma). La tercera clase de Atiyoga, las Instrucciones Orales Secretas (Menngagde), son en su mayoría textos terma.
Existen varias ediciones del Gyubum, pero una versión típica es la de treinta y seis volúmenes en folio en lengua tibetana publicada por Dilgo Khyentse Rinpoche en Nueva Delhi en 1974. Contiene:
- 10 volúmenes de Ati Yoga (Dzogchen)
- 3 volúmenes de Anu Yoga
- 6 volúmenes de la sección de tantra del Mahayoga
- 13 volúmenes de la sección de sadhana del Mahayoga
- 1 volumen de tantras protectores
- 3 volúmenes de catálogos y antecedentes históricos

#### Textos dzogchen
La literatura dzogchen suele dividirse en tres categorías, que reflejan más o menos el desarrollo histórico del dzogchen:
1. Semde (Wylie: sems sde; sct: cittavarga), la "Serie de la Mente"; esta categoría contiene las primeras enseñanzas Dzogchen del siglo IX y posteriores. Incluye textos como el Heraldo de la Conciencia y el Kunjed Gyalpo (sánscrito: Kulayarāja Tantra, El rey creador de todo), el tantra más significativo de los tantras de la "mente". Se enumeran veintiún tantras principales, aunque el Kunjed Gyalpo contiene cinco de ellos y otros textos similares se incluyen en diferentes recensiones de la Sección de la Mente.
2. Longdé (Wylie: klong sde; Skt: abhyantaravarga), la serie del Espacio; data de los siglos XI-XIV. Estos textos hacen hincapié en la vacuidad (shunyata) o la amplitud. El texto más importante de esta división es el Tantra Real de Samantabhadra de la Vastedad Total (sánscrito: Mahāvarntaprasaranirajatantranāma).[34]
3. Menngagde (Wylie: man ngag sde, sct: upadeshavarga), serie de instrucciones orales secretas, siglos XI-XIV. Esta división, que incluye los importantes "Diecisiete tantras", se centra en dos formas principales de práctica, el kadag trekchö, "el corte de la pureza primordial", y el lhündrub tögal, "el cruce directo de la presencia espontánea".[35]

#### Terma
Según la tradición nyingma, Padmasambhava y sus principales discípulos escondieron cientos de escrituras, objetos rituales y reliquias en lugares secretos para proteger el budismo durante la época de decadencia. Varios "textos tesoro escondidos" fueron posteriormente "redescubiertos" o "revelados" por diversas figuras llamadas tertones (descubridores de tesoros) a partir del siglo XI. El redescubrimiento comenzó con el primer terton, Sangye Lama (1000-1080). Los tertons más importantes fueron Nyangral Nyima Oser (1124-1192), Guru Chowang (1212-1270), Rigdzin Godem (1307-1408), Pema Lingpa (1450-1521), Migyur Dorje (1645-1667), Jamyang Khyentse Wangpo (1820-1892) y Orgyen Chokyur Lingpa (1829-1870). En el siglo XIX, algunos de los más famosos fueron el Khen Kong Chok Sum, referido a Jamyang Khyentse, Jamgon Kongtrul y Chokgyur Lingpa.
El Rinchen Terdzod (tibetano: རིན་ཆེན་གཏེར་མཛོད།, Wylie: rin chen gter mdzod) es la colección más importante de termas. Esta colección es el ensamblaje de miles de los textos de termas más importantes de todo el Tíbet realizado por Jamgon Kongtrul Lodro Thaye, a instancias de Jamyang Khyentse Wangpo en el siglo XIX.

## Instituciones

### Monasterios

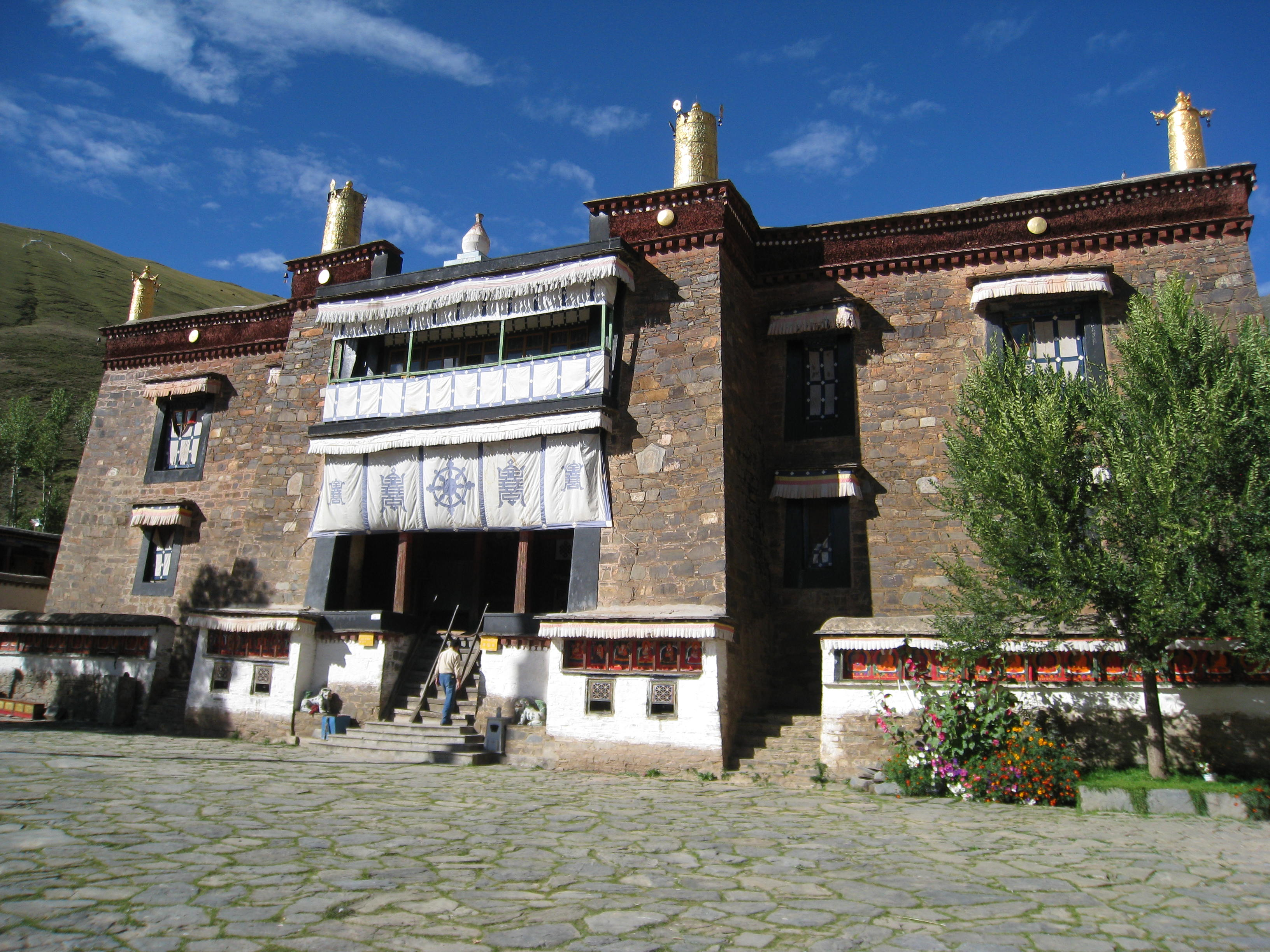
Mindrolling

De gran importancia para el linaje nyingma es el monasterio de Samye (787), el primer monasterio tibetano y nyingma, que fue fundado por Śāntarakṣita. Además, la tradición nyingma ha sostenido que también hubo "seis monasterios madre" a partir de los cuales se desarrollaron un gran número de monasterios filiales en todo el Tíbet, Bután y Nepal. De estos seis, se atribuye al monasterio de Katok ser el monasterio original, tras el cual crecieron los cinco.
Ha habido formulaciones ligeramente diferentes de los seis. En una época incluían el monasterio de Dorje Drak (fundado siglo XIV, reubicado en 1632), el monasterio de Mindrolling (fundado en 1676) y el monasterio de Palri (1571) en el Alto Tíbet; y el monasterio de Katok (1159), el monasterio de Palyul (1665) y el monasterio de Dzogchen (1684), en el Bajo Tíbet.

### Administración
Tradicionalmente, los nyingma no tenían una autoridad o jerarquía centralizada. Nunca hubo un único "jefe del linaje" a la manera del Ganden Tripa de los Gelug, el Karmapa de los Karma Kagyu o el Sakya Trizin de los Sakya. Tras la diáspora tibetana que siguió a la invasión china del Tíbet, los nyingma tuvieron temporalmente un jefe de escuela, a petición del 14.º Dalái lama, y de Dudjom Rimpoché, que dirigió los esfuerzos para estabilizar la comunidad en el exilio y reunir los textos budistas tibetanos. (La Administración Central Tibetana representa las posiciones políticas de la diáspora tibetana, y no administra el budismo tibetano). El cargo era en gran medida administrativo, pero las figuras que han desempeñado esta función se encuentran entre las más apreciadas universalmente.
Durante el 31.º Nyingma Monlam de 2020, se pidió a Shechen Rabjam Rinpoche que aceptara el cargo. Rimpoché no aceptó y expresó su preocupación por el hecho de que el nombramiento continuado de un "jefe de la tradición" sería problemático. Tras su sugerencia, los representantes de los principales monasterios nyingma decidieron que el cargo de "jefe de la tradición nyingma" no se seleccionaría en lo sucesivo. En su lugar, se elegirían representantes para el Comité del Monlam Nyingma, que velaría por el bienestar de la tradición.

## Figuras importantes de la tradición Nyigma
- Padmasambhava (siglo VIII d. C.)
- Trisong Deutsen (ca. 742-797)
- Yeshe Tsogyal (ca.775-837)
- Longchenpa (1308-ca.1364)
- Jigme Lingpa (1729-1798)
- Dodrupchen (1745-1821)
- Patrul Rinpoche (1808-1887)
- Mipham Rinpoche (1846-1912)
- Dudjom Rinpoche (1904-1987)
- Dilgo Khyentse Rinpoche (1910-1991)